# Knema erratica
Knema erratica är en tvåhjärtbladig växtart som först beskrevs av Joseph Dalton Hooker och Thomas Thomson och som fick sitt nu gällande namn av James Sinclair.
Knema erratica ingår i släktet Knema och familjen Myristicaceae. Inga underarter finns listade i Catalogue of Life.